# Aspila prorupta
Aspila prorupta är en fjärilsart som beskrevs av Augustus Radcliffe Grote 1873. Aspila prorupta ingår i släktet Aspila och familjen nattflyn. Inga underarter finns listade i Catalogue of Life.